# Cyclea cauliflora
Cyclea cauliflora är en tvåhjärtbladig växtart som beskrevs av Merrill. Cyclea cauliflora ingår i släktet Cyclea och familjen Menispermaceae. Inga underarter finns listade i Catalogue of Life.